# Rugby 7 en los Juegos Olímpicos de París 2024
El rugby 7 en los Juegos Olímpicos de París 2024 se realizó del 24 al 30 de julio en el Stade de France, ubicado en Saint-Denis.
Se disputaron en este deporte un torneo masculino y otro femenino.

## Formato
El formato establecido para la competencia olímpica es el siguiente:
- Etapa de grupos. Tres grupos (pools) de cuatro equipos cada uno, todos contra todos. El equipo ganador obtiene tres puntos y el perdedor uno y si hay empate dos puntos cada uno.
- Etapa eliminatoria (knockout).
  - Cuartos de final. Los dos primeros equipos de cada grupo y los dos mejores terceros, clasifican a los cuartos de final de la copa. Las llaves se forman siguiendo el siguiente criterio: A1 vs 8; C2 vs B2; C1 vs A2; B1 vs 7.
  - Noveno lugar. Los cuatro restantes equipos de cada grupo disputan el noveno lugar mediante semifinales y final.
  - Quinto y séptimo. Los dos "mejores" perdedores (según la posición del equipo en la tabla general de la temporada) en cuartos de final disputan el quinto lugar, mientras que los otros dos disputan el séptimo lugar.
  - Semifinales y final. Los equipos ganadores en los cuartos de final de la etapa eliminatoria, disputan las semifinales, los que resulten perdedores ganadores en esa instancia disputan la medalla de bronce y los dos ganadores la final por la medalla de oro.

## Torneo masculino

### Clasificación
| Competición                            | Fecha                                       | Sede                    | Plazas | Equipos clasificados                   |
| -------------------------------------- | ------------------------------------------- | ----------------------- | ------ | -------------------------------------- |
| País anfitrión                         | –                                           | –                       | 1      | Francia                                |
| Serie Mundial                          | 4 de noviembre de 2022 – 21 de mayo de 2023 | Varias                  | 4      | Nueva Zelanda Argentina Fiyi Australia |
| Seven Sudamericano Masculino           | 17 - 18 de junio de 2023                    | Montevideo · ( Uruguay) | 1      | Uruguay                                |
| Juegos Europeos                        | 21 de junio – 2 de julio de 2023            | Cracovia · ( Polonia)   | 1      | Irlanda                                |
| Torneo de clasificación norteamericano | 19 - 20 de agosto de 2023                   | Langford · ( Canadá)    | 1      | Estados Unidos                         |
| Torneo de clasificación africano       | 16 - 17 de septiembre de 2023               | Harare ( Zimbabue)      | 1      | Kenia                                  |
| Torneo de clasificación de Oceanía     | 10 - 12 de noviembre de 2023                | Brisbane ( Australia)   | 1      | Samoa                                  |
| Torneo de clasificación asiático       | 18 - 19 de noviembre de 2023                | Osaka ( Japón)          | 1      | Japón                                  |
| Torneo Preolímpico                     | 21 - 23 de junio de 2024                    | Mónaco ( Mónaco)        | 1      | Sudáfrica                              |
| TOTAL                                  |                                             |                         | 12     | 12                                     |

## Torneo femenino

### Clasificación
| Competición                            | Fecha                                       | Sede                    | Plazas | Equipos clasificados                           |
| -------------------------------------- | ------------------------------------------- | ----------------------- | ------ | ---------------------------------------------- |
| País anfitrión                         | –                                           | –                       | 1      | Francia                                        |
| Serie Mundial                          | 2 de diciembre de 2022 – 14 de mayo de 2023 | Varias                  | 4      | Australia Estados Unidos Irlanda Nueva Zelanda |
| Seven Sudamericano Femenino            | 17 - 18 de junio de 2023                    | Montevideo · ( Uruguay) | 1      | Brasil                                         |
| Juegos Europeos                        | 21 de junio – 2 de julio de 2023            | Cracovia · ( Polonia)   | 1      | Reino Unido                                    |
| Torneo de clasificación norteamericano | 19 - 20 de agosto de 2023                   | Langford · ( Canadá)    | 1      | Canadá                                         |
| Torneo de clasificación africano       | 14 – 15 de octubre de 2023                  | Túnez                   | 1      | Sudáfrica                                      |
| Torneo de clasificación de Oceanía     | 10 - 12 de noviembre de 2023                | Brisbane ( Australia)   | 1      | Fiyi                                           |
| Torneo de clasificación asiático       | 18 - 19 de noviembre de 2023                | Osaka ( Japón)          | 1      | Japón                                          |
| Torneo Preolímpico                     | 21 - 23 de junio de 2024                    | Mónaco ( Mónaco)        | 1      | China                                          |
| TOTAL                                  |                                             |                         | 12     | 12                                             |

## Medallistas
| Evento    | Oro | Plata | Bronce |
| --------- | --- | --- | --- |
| Masculino | Francia Varian Pasquet Andy Timo Rayan Rebbadj Théo Forner Stephen Parez Paulin Riva Jefferson-Lee Joseph Antoine Zeghdar Aaron Grandidier Jean-Pascal Barraque Antoine Dupont Jordan Sepho Nelson Epee                                            | Fiyi Joji Nasova Joseva Talacolo Jeremia Matana Sevuloni Mocenacagi Iosefo Masi Ponepati Loganimasi Terio Veilawa Waisea Nacuqu Jerry Tuwai Iowane Teba Kaminieli Rasaku Selestino Ravutaumada Josaia Raisuqe Filipe Sauturaga | Sudáfrica Christie Grobbelaar Ryan Oosthuizen Impi Visser Zain Davids Quewin Nortje Tiaan Pretorius Tristan Leyds Selvyn Davids Shaun Williams Rosko Specman Siviwe Soyizwapi Shilton van Wyk Ronald Brown  |
| Femenino  | Nueva Zelanda Michaela Blyde Jazmin Felix-Hotham Sarah Hirini Tyla King Jorja Miller Manaia Nuku Mahina Paul Risaleeana Pouri-Lane Alena Saili Theresa Setefano Stacey Waaka Portia Woodman-Wickliffe Tysha Ikenasio Tenika Willison Kelsey Teneti | Canadá Caroline Crossley Olivia Apps Alysha Corrigan Asia Hogan-Rochester Chloe Daniels Charity Williams Florence Symonds Carissa Norsten Krissy Scurfield Fancy Bermudez Piper Logan Keyara Wardley Taylor Perry              | Estados Unidos Alev Kelter Lauren Doyle Kayla Canett Kristi Kirshe Ilona Maher Ariana Ramsey Naya Tapper Alena Olsen Alex Sedrick Sammy Sullivan Sarah Levy Stephanie Rovetti Kris Thomas Nicole Heavirland |

## Medallero
| Núm. | País           | Oro | Plata | Bronce | Total |
| ---- | -------------- | --- | ----- | ------ | ----- |
| 1    | Francia        | 1   | 0     | 0      | 1     |
| 1    | Nueva Zelanda  | 1   | 0     | 0      | 1     |
| 2    | Canadá         | 0   | 1     | 0      | 1     |
| 2    | Fiyi           | 0   | 1     | 0      | 1     |
| 3    | Estados Unidos | 0   | 0     | 1      | 1     |
| 3    | Sudáfrica      | 0   | 0     | 1      | 1     |
|      | TOTAL          | 2   | 2     | 2      | 6     |